# Snæfríður Jórunnardóttir
Snæfríður Sól Jórunnardóttir (* 31. Oktober 2000) ist eine isländische Schwimmerin. Sie nahm 2021 für Island an den Olympischen Spielen teil.

## Karriere
Im Jahr 2018 wurde die damals 17-jährige Snæfríður Sól Jórunnardótti vom Íþrótta- og Ólympíusamband Íslands für die Olympischen Jugend-Sommerspiele 2018 in Buenos Aires nominiert und ging dort im Freistilschwimmen über die 50, 100 und 200 Meter an den Start. Während sie über die 50 Meter den 31. Platz belegte, beendete sie die Wettbewerbe über 100 und 200 Meter auf dem 21. bzw. elften Platz. Im folgenden Jahr qualifizierte sie sich für die Schwimmweltmeisterschaften 2019, die in Gwangju in Südkorea ausgetragen wurden, und startete dort über 100 und 200 Meter Freistil. In beiden Disziplinen schied sie in den Vorläufen aus. Auch qualifizierte sie sich für die Olympischen Sommerspiele 2020, die wegen der COVID-19-Pandemie zwischen dem 23. Juli bis zum 8. August 2021 ausgetragen wurden. Als einzige vom Íþrótta- og Ólympíusamband Íslands nominierte Frau durfte sie gemeinsam mit Anton McKee bei der Eröffnungsfeier die isländische Fahne tragen. Bei den Olympischen Sommerspielen von Tokio belegte sie über 100 Meter Freistil den 34. Platz und über 200 Meter Freistil den 22. Platz.